# Tharman Shanmugaratnam
Tharman Shanmugaratnam (Singapur, 25 de febrero de 1957) es un político y economista singapurense, actual presidente de la República de Singapur desde 2023. Se desempeñó como Ministro Principal de Singapur entre 2019 y 2023, ministro coordinador de Políticas Sociales entre 2015 y 2023, presidente de la Autoridad Monetaria de Singapur entre 2011 y 2023, y vicepresidente de Government of Singapore Investment Corporation entre 2019 y 2023. 
Tharman hizo su debut político en las elecciones generales de 2001 y ha sido reelegido al Parlamento cuatro veces en las elecciones generales posteriores de 2006, 2011, 2015 y 2020. El 8 de junio de 2023, Tharman anunció su intención de presentarse a las elecciones presidenciales de 2023. Posteriormente, ha anunciado su dimisión prevista para el 7 de julio de 2023 de todos sus cargos en el gobierno y como miembro del Partido de Acción Popular, al ser la presidencia un cargo apartidista.

## Temprana edad y educación
Nacido en Singapur, Tharman asistió a la Escuela Anglo-China antes de graduarse de la Escuela de Economía de Londres (LSE) con una licenciatura en ciencias económicas. La Escuela de Economía más tarde le otorgó una beca honoraria en 2011.
Posteriormente obtuvo una Maestría en Filosofía en Economía de la Universidad de Cambridge, y una Maestría en Administración Pública de la Escuela Kennedy de Harvard en la Universidad de Harvard, donde recibió un premio Lucius N. Littauer Fellow por su destacado desempeño y potencial.
Tharman fue un activista estudiantil mientras estudiaba en el Reino Unido durante la década de 1970. Originalmente tenía creencias socialistas, pero sus puntos de vista sobre la economía evolucionaron a lo largo de su carrera laboral.

## Carrera temprana
Tharman comenzó su carrera laboral en la Autoridad Monetaria de Singapur (MAS), donde se convirtió en su economista jefe. Más tarde se unió al Servicio Administrativo de Singapur y se desempeñó en el Ministerio de Educación como Subsecretario Principal de Política, antes de regresar al MAS, donde finalmente se convirtió en su director general. Fue galardonado con la Medalla de la Administración Pública en 1999. Renunció a este cargo para participar en las elecciones generales de 2001 como candidato del Partido de Acción Popular.

## Carrera política
Tharman hizo su debut político en las elecciones generales de 2001, compitiendo en Jurong GRC como parte de un equipo del Partido de Acción Popular de cinco miembros y ganó el 79,75% de los votos. Posteriormente, Tharman fue nombrado Ministro de Estado de Comercio e Industria y Ministro de Estado de Educación. Fue nombrado Ministro de Educación en 2003 y se desempeñó hasta 2008.
Después de conservar su escaño parlamentario en las elecciones generales de 2006, Tharman fue nombrado Segundo Ministro de Finanzas y luego Ministro de Finanzas el 1 de diciembre de 2007.
Tras las elecciones generales de 2011, Tharman fue nombrado Viceprimer Ministro, aunque mantuvo su cartera como Ministro de Finanzas. También se desempeñó como Ministro de Mano de Obra entre 2011 y 2012 al mismo tiempo. Renunció como Ministro de Finanzas el 30 de septiembre de 2015 después de 9 años.
Tharman ha sido elegido miembro del Comité Ejecutivo Central del Partido de Acción Popular desde diciembre de 2002 y fue nombrado segundo secretario general adjunto en mayo de 2011. Después de las elecciones generales de 2015, Tharman siguió siendo Viceprimer Ministro y también fue nombrado Ministro Coordinador de Políticas Económicas y Sociales en octubre de 2015.
El 23 de abril de 2019, se anunció que tanto Tharman como Teo Chee Hean fueron nombrados ministros principales a partir del 1 de mayo de 2019 en virtud de una reorganización del gabinete, renunciando a sus respectivas carteras de vice primer ministro. Tharman también sería Ministro Coordinador de Políticas Sociales y asesoraría al primer ministro sobre políticas económicas.
Tharman retuvo su escaño parlamentario en Jurong GRC en las elecciones generales de 2020, luego de ganar el 74,62% de los votos contra el equipo Punto Rojo Unido de cinco miembros.

## Candidatura presidencial de 2023
El 8 de junio de 2023, Tharman anunció su intención de postularse para las elecciones presidenciales de 2023 y programó la renuncia de todos sus cargos en el gobierno y como miembro del Partido Acción Popular (PAP) el 7 de julio de 2023.
El 26 de julio de 2023, Tharman lanzó su campaña presidencial, titulada "Respeto para todos". El 7 de agosto de 2023 presentó su solicitud de Certificado de Elegibilidad (COE) ante el Departamento de Elecciones. Recibió el COE el 18 de agosto de 2023 por la Comisión de Elecciones Presidenciales (PEC).

## Vida personal
Tharman es un singapurense multigeneracional de ascendencia tamil de Ceilán del siglo XIX. Uno de tres hijos, Tharman es hijo del profesor emérito K. Shanmugaratnam, un científico médico conocido como el "padre de la patología en Singapur", que fundó el Registro de Cáncer de Singapur y dirigió una serie de organizaciones internacionales relacionadas con la investigación del cáncer y patología.
Tharman está casado con Jane Yumiko Ittogi, una abogada singapurense de ascendencia mixta chino-japonesa. Participa activamente en la empresa social y el sector de las artes sin fines de lucro en Singapur. La pareja tiene una hija y tres hijos juntos.